# Bengalia escheri
Bengalia escheri este o specie de muște din genul Bengalia, familia Calliphoridae, descrisă de Mario Bezzi în anul 1913. Conform Catalogue of Life specia Bengalia escheri nu are subspecii cunoscute.